# استقصاء (معان)
الاستقصاء عند أهل المعاني نوع من إطناب الزيادة، أن يتناول المتكلم معنى فيستقصيه فيأتي بجميع عوارضه ولوازمه بعد أن يستقصي جميع أوصافه الذاتية إلى ألا يترك لمن يتناوله بعده فيه مقالا.